# نگ مان-تات
نگ مان-تات (انگلیسی: Ng Man-tat؛ زادهٔ ۲ ژانویهٔ ۱۹۵۲ – درگذشته ۲۷ فوریهٔ ۲۰۲۱) بازیگر اهل چین بود.
از فیلم‌ها یا برنامه‌های تلویزیونی که وی در آن نقش داشته‌است، می‌توان به ابردین، سلطان کمدی، شاد در کنار هم و فوتبال شائولین اشاره کرد.